# Маріана Шіменес
Маріана Шіменес до Прадо Нуцці (порт. Mariana Ximenes do Prado Nuzzi; нар. 26 квітня 1981, Сан-Паулу) — бразильська акторка. 

## Вибрана фільмографія
- 1999 — Повітряні замки (телесеріал) / Andando Nas Nuvens —	Селі Монтана
- 2002 — Нормальні (телесеріал) / Os Normais — Соня
- 2003—2004 — Шоколад з перцем (телесеріал) / Chocolate com Pimenta — Анінья (Ана Франсіска Маріано да Сілва)
- 2005 — Америка (телесеріал) / América — Раїсса